# Les Hauts de Saint-Aubin
Les Hauts de Saint-Aubin est un des quartiers nord d'Angers qui regroupe deux quartiers auparavant distincts, Verneau et les Capucins, ainsi que le plateau des Capucins et une partie du plateau de la Mayenne.
Le quartier Verneau a été urbanisé par des grands ensembles dans les années 1970, comme la cité Perrin-Verneau. Le quartier des Capucins plus ancien permet la liaison entre le centre d'Angers et le nord de l'agglomération. Le plateau des Capucins est un espace anciennement agricole à proximité des basses vallées angevines.
Le quartier des hauts de Saint-Aubin existe depuis l'opération d'urbanisme appelée Le Puzzle qui vise d'une part à rénover l'habitat extrêmement défavorisé du quartier Verneau et d'autre part à l'urbanisation du plateau de la Mayenne (situé entre Angers et la commune d'Avrillé) et du plateau des Capucins.

## Présentation
C'est un quartier principalement résidentiel délimité au nord par l'île Saint-Aubin, zone inondable de 600 hectares qui constitue la pointe sud du site naturel classé des Basses vallées angevines ; au sud par le Centre Hospitalier Régional Universitaire et les établissements apparentés ; au nord-ouest par l'ancien aérodrome des communes d'Angers et d'Avrillé, et à l'est par la Maine.
Le passage du contournement Nord de l'autoroute A11, la réaffectation de l'aérodrome, la création du parc Terra Botanica et le projet de quartier à haute qualité environnementale, constituent des enjeux majeurs pour le site et la ville d'Angers.
Le quartier est accessible par le contournement Nord de l'autoroute A11 par la sortie no 16 Angers-Nord ainsi que par la ligne A du tramway d'Angers.
Une partie des Hauts de Saint-Aubin est classée quartier prioritaire, avec 1 236 habitants en 2018.

## Équipements majeurs du quartier
- Le 6e régiment du Génie de l'Armée de Terre Française (Caserne  Verneau[3])
- Contournement Nord de l'autoroute A11
- Centre de maintenance du Tramway d'Angers
- Parc Terra Botanica

## Santé
- Centre Hospitalier Régional Universitaire (CHRU)
- Centre anticancéreux Paul Papin
- Centre Régional de rééducation et de réadaptation fonctionnelles

## Services publics
L'urbanisation des Hauts de Saint-Aubin va amener une partie importante de la population d'Angers dans le quartier. Au fur et à mesure de l'arrivée des habitants, il est prévu de nombreux équipements pour accueillir et faire vivre le quartier :
- 6 groupes scolaires
- 1 collège et/ou 1 lycée publics
- maisons de quartier avec salle polyvalente
- médiathèque
- relais-mairie
- crèches et halte-garderie
- centres de loisirs
- résidence pour personnes âgées
- 1 pôle santé
- équipements sportifs

### Éducation

#### Enseignement primaire
- École Nelson Mandela
- École René Gasnier

#### Enseignement second degré
- Le lycée Jean Moulin est un lycée d'État de l'Académie de Nantes conçu par l'architecte René Dottelonde en 1993. Il se situe dans le quartier des Hauts de Saint-Aubin, dans le faubourg des Capucins au nord d'Angers. Il compte 900 élèves inscrits dont 180 internes.
- Le lycée professionnel Joseph Wresinski.

#### Enseignement supérieur
Le quartier des capucins abritant le CHU d'Angers, la principale activité de l'enseignement supérieur se retrouve au sein du campus santé qui regroupe :
- UFR Sciences médicales
- Faculté de pharmacie
- ISSBA (Institut supérieur de la santé et des bioproduits d'Angers)
- Restaurant universitaire de la Faculté de Médecine
- L'ESEO, grande école d'ingénieurs généralistes.

### Culture
- Bibliothèque municipale : Bibliothèque Nelson Mandela
- Ludothèque des Hauts de Saint-Aubin
- Maison de quartier des Hauts de Saint-Aubin[5].

### Sport
- Complexe sportif André Bertin : un gymnase multi-sport, une piscine, 4 terrains de foot dont un seul en gazon et un terrain synthétique.
- Salle de sports Jean Moulin
- AquaVita

## Transports en commun

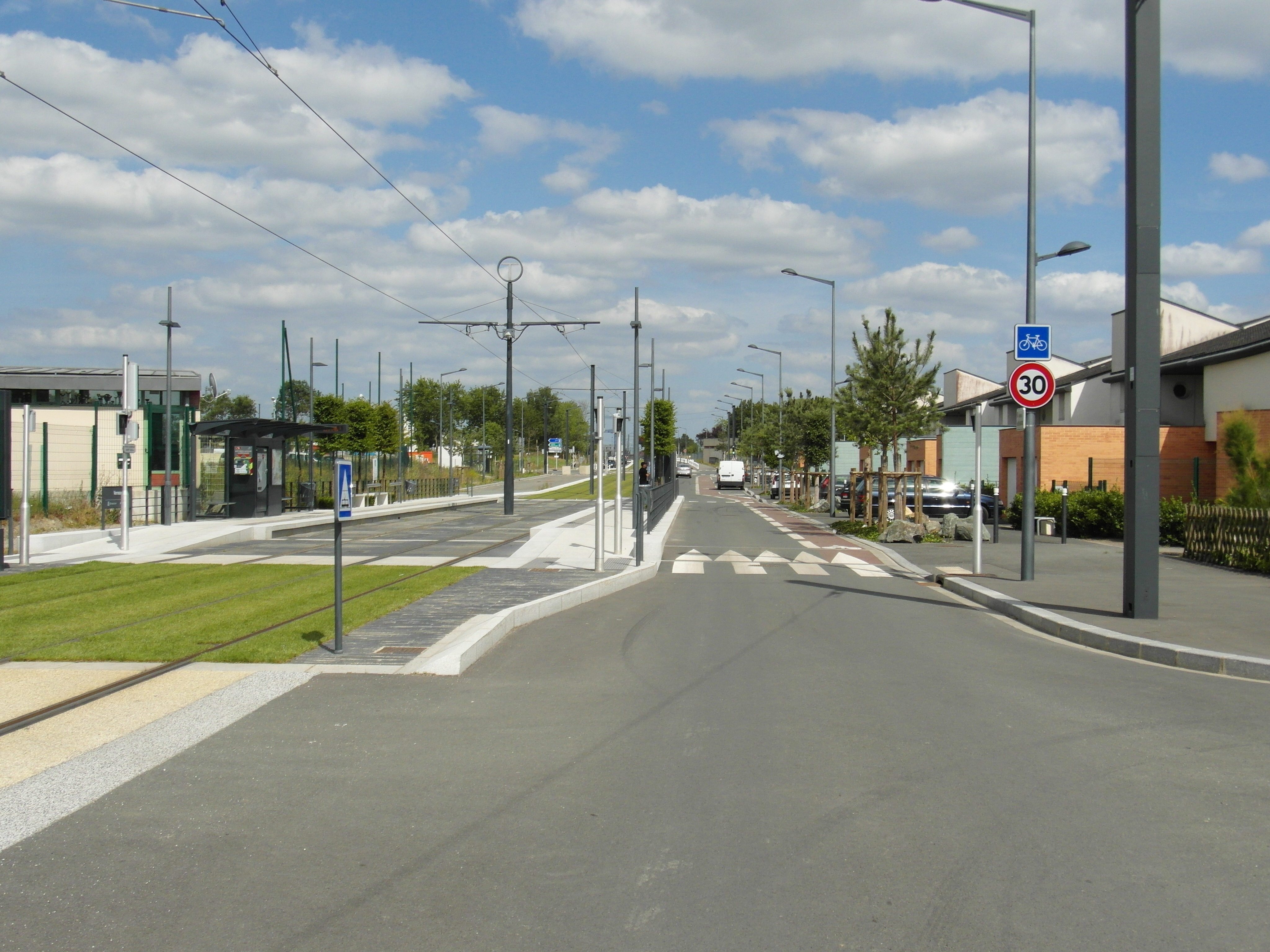
Station de tramway Mayenne-Capucins.

Le quartier des Hauts de Saint-Aubin est desservi par trois lignes de bus : les lignes 5, 7 et 6.
La ligne A du tramway d'Angers dessert le quartier en passant par le pont Confluences avant de desservir le CHU d'Angers et les Capucins, puis le plateau des Capucins et Terra Botanica avant de rejoindre la commune d'Avrillé par le plateau de la Mayenne. Ce tramway a notamment permis le désenclavement de la cité Verneau, au nord du quartier.